# WJSN
WJSN (кор. 우주소녀; кит.: 宇宙少女), також знані як Cosmic Girls — південнокорейсько-китайський жіночий гурт, створений Starship Entertainment та Yuehua Entertainment. Гурт дебютував 25 лютого 2016 року з мініальбомом Would You Like? і з дванадцятьма учасницями: Сольа, Сюаньі, Бона, Ексі, Субін, Луда, Давон, Инсо, Чен Сяо, Мейці, Йорим і Дайон. У липні 2016 року до WJSN приєдналася тринадцята учасниця — Йонджон. Після тривалої перерви з 2018 року три учасниці (Сюаньі, Чен Сяо та Мейці) офіційно покинули гурт 3 березня 2023.

## Кар'єра

### 2015—2016: Становлення та дебют

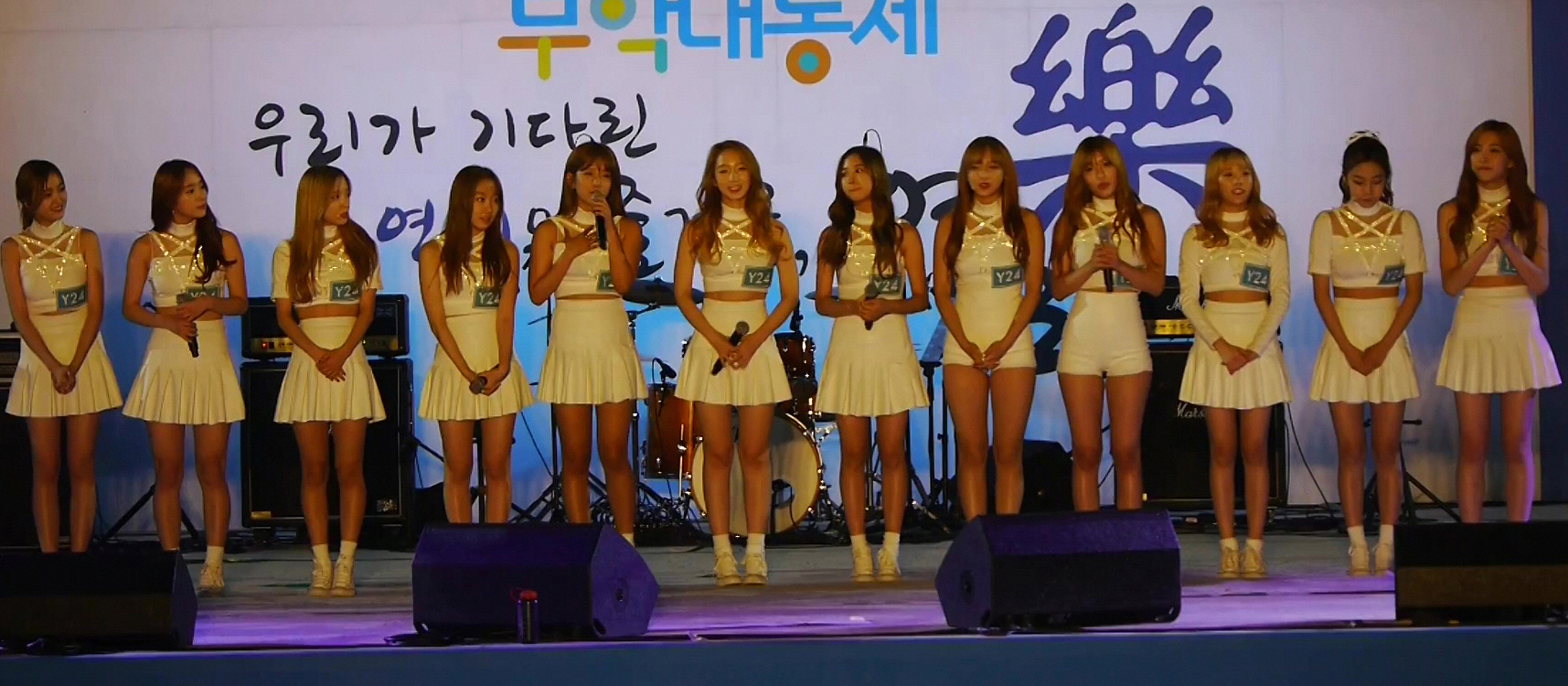
Cosmic Girls під час церемонії закриття Університету Йонсей 26 травня 2016 року.

4 грудня 2015 року Starship Entertainment і Yuehua Entertainment заснували жіночий гурт з 12 учасниць під назвою WJSN, де корейські та китайські учасниці були розділені на різні саб-юніти.
10 грудня був анонсований перший саб-юніт Wonder Unit (Чен Сяо, Бона і Дайон). 17 грудня був представлений другий саб-юніт із трьох учасниць (Сюаньі, Инсо та Йорим): Joy Unit. 24 грудня був анонсований третій — Sweet Unit (Сола, Ексі і Субін). 31 грудня було оголошено останний саб-юніт — Natural Unit (Мейці, Луда і Давон).
WJSN дебютували 25 лютого 2016 року, випустивши свій дебютний мініальбом Would You Like?, до якого увійшли заголовні треки «Mo Mo Mo» і «Catch Me». Гурт дебютував 25 лютого в епізоді шоу M Countdown з «Catch Me» та «Mo Mo Mo».
11 липня Starship Entertainment підтвердили, що Ю Йонджон з I.O.I приєднається до гурту. У серпні 2016 року Сольа, Ексі, Субін, Инсо, Чен Сяо, Йорим і Дайон об'єдналися з колегами по лейблу Monsta X, щоб сформувати підрозділ «Y-Teen». Y-teen був підрозділом, що знімався в рекламі, випускав музичні відео та різноманітний розважальний контент.
17 серпня WJSN випустили свій другий мініальбом The Secret з усіма 13 учасницями.

### 2017:From. WJSN, перший концерт таHappy Moment

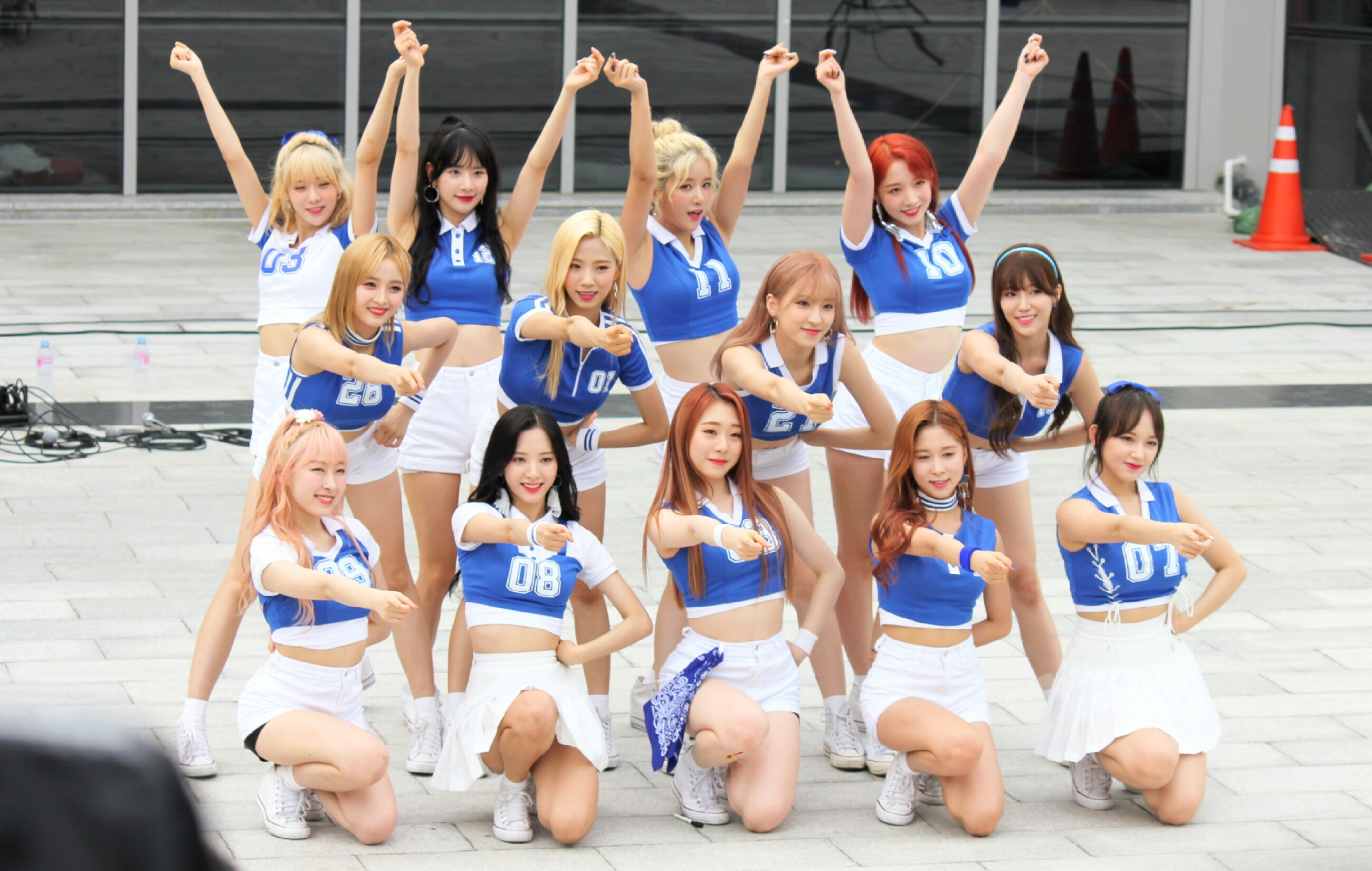
Cosmic Girls у 2017 році

4 січня WJSN випустили свій третій мініальбом From. WJSN. У мініальбом увійшли шість треків, включаючи заголовну композицію «I Wish».
WJSN провели свій перший сольний концерт «Would You Like — Happy Moment» з 19 по 20 травня в Blue Square Samsung Card Hall. Загалом за два дні концерт відвідало 2000 людей.
Перший повноформатний альбом WJSN Happy Moment вийшов 7 червня з десятьма треками, включаючи головний сингл «Happy». Після виходу альбом посів перше місце в щоденних чартах Hanteo і залишався у чартах в режимі реального часу.

### 2018:Dream Your DreamіWJ Please?
27 лютого WJSN випустили свій четвертий мініальбом Dream Your Dream, який складається з шести треків, включаючи головний сингл «Dreams Come True». Їхнє повернення відбулося в Yes24 Live Hall в той же день, коли вийшов альбом.
1 червня WJSN і Weki Meki сформували проєктну групу під назвою WJMK і випустили цифровий сингл «Strong».
Двоє китайських учасниць (Мейці та Сюаньі) брали участь у китайській версії шоу на виживання Produce 101 протягом першої половини 2018 року. Шоу на виживання завершилося тим, що Мейці посіла 1-е місце, а Сюаньі — 2-е місце, що зробило їх обох учасницями тимчасового жіночого гурту Rocket Girls 101.
19 вересня WJSN повернулися зі своїм п'ятим мініальбомом WJ Please?. Чен Сяо, Мейці та Сюаньі, не брали участі у камбеці, і гурт продовжував діяльність з десятьма учасницями. Мейці та Сюаньі готувалися до дебюту з Rocket Girls 101, а Чен Сяо знімалася у головній ролі у китайській історичній фантастичній драмі «Легенда про пробудження». Це стало її акторським дебютом.
2 жовтня гурт здобув свою першу перемогу на музичному шоу на SBS MTV The Show.

### 2019:WJ Stay?, другий концерт,For the SummerтаAs You Wish
8 січня WJSN випустили шостий мініальбом WJ Stay?, до якого увійшли сім треків, включаючи головний сингл «La La Love». Гурт продовжував просуватися як десять учасників, при цьому китайські учасниці, Чен Сяо, Мейці та Сюаньі, не змогли брати участь у поверненні через попередні зобов'язання.
WJSN провели свій другий сольний концерт «Would You Stay — Secret Box» з 2 по 3 березня в Blue Square Imarket Hall.
4 червня WJSN випустили свій спеціальний альбом For the Summer, який складався з п'яти треків, включаючи головний сингл «Boogie Up».
У серпні 2019 року WJSN провели свій перший концертний тур під назвою WJSN 1st Mini Live 2019 «Would You Like?» Zepp Tour в Японії, який відбувся 17 серпня в Zepp DiverCity в Токіо.
19 листопада WJSN випустили свій сьомий мініальбом As You Wish, який складається з семи треків, включаючи головний сингл «As You Wish».

### 2020: Третій концерт,Neverland, і перший підрозділ WJSN Chocome
У 2020 році WJSN планували провести свій третій концерт під назвою WJSN Concert «Obliviate», який мав початися 22 лютого 2020 року в Олімпійському залі в Сеулі, Південна Корея, і закінчиться 22 березня 2020 року в Toyosu PIT в Токіо, Японія. Однак через пандемію COVID-19 концерт перенесли.
9 червня WJSN випустили свій восьмий мініальбом Neverland, включаючи заголовну композицію «Butterfly».
23 вересня WJSN оголосила про створення нового підрозділу WJSN Chocome, до складу якого входять Субін, Луда, Йорим і Дайон. Вони випустили свій дебютний сингл-альбом Hmph! та його заголовну композицію з такою ж назвою 7 жовтня.

### 2021:Unnaturalі другий підрозділ WJSN The Black
31 березня WJSN випустили дев'ятий мініальбом Unnatural з однойменною заголовною композицією.
26 квітня WJSN оголосили про створення свого другого підрозділу WJSN The Black, до складу якого увійшли учасниці Сольа, Ексі, Бона та Инсо, а також оголосили про свій перший сингл My Attitude та його заголовну композицію «Easy», яка вийшла на 12 травня.
23 вересня WJSN випустила промо-сингл «Let Me In» на платформі Universe Music для мобільного додатка Universe.

### 2022-донині:Super Yuppers!,Queendomі зміни у складі
5 січня WJSN Chocome випустили свій другий сингловий альбом Super Yuppers!. 21 лютого 2022 року було підтверджено, що WJSN братиме участь у другому сезоні Queendom. Шоу виходило з березня по червень 2022. Давон не брала участь у шоу, а Бона доєдналася до знімання у третьому раунді через її зайнятість на зніманні дорами Twenty-Five Twenty-One. WJSN були оголошені переможцями шоу Queendom 2 у фінальному епізоді, що вийшов 2 червня.
6 травня 2022 року Starship Entertainment оголосила, що Cosmic Girls проведуть концерт під назвою «2022 Cosmic Girls Concert Wonderland» в Olympic Hall 11 і 12 червня. Після перемоги гурту на Queendom 2, було оголошено, що камбек WJSN відбудеться 5 липня з спеціальним сингл-альбомом Sequence та головним синглом «Last Sequence».
18 листопада 2022 Starship Entertainment оголосили про проведення концерту «2023 WJSN Fan-Con Codename: Ujung», який відбувся 7 та 8 січня 2023.
3 березня 2023 Starship Entertainment повідомили, що Сюаньі, Чен Сяо та Мейці покидають WJSN following через закінчення дії їхніх контрактів. У тому самому документі було також зазначено, що Луда та Давон не подовжили свої контракти, але не було оголошено про їхній відхід з гурту. 13 березня 2023 Субін прояснила, що Луда та Давон не покинули гурт, що пізніше було офіційно підтверджено компанією Starship Entertainment.

## Учасниці
| Сценічне ім'я    | Сценічне ім'я | Сценічне ім'я  | Справжнє ім'я | Справжнє ім'я | Справжнє ім'я   | Дата народження             | Місце народження                   | Позиція у гурті                          |
| Українською      | Латиницею     | Хангилем/ханча | Українською   | Латиницею     | Хангилем /ханча | Дата народження             | Місце народження                   | Позиція у гурті                          |
| ---------------- | ------------- | -------------- | ------------- | ------------- | --------------- | --------------------------- | ---------------------------------- | ---------------------------------------- |
| Ексі             | EXY           | 엑시           | Чу Соджон     | Chu Sojung    | 추소정          | 6 листопада 1996 (28 років) | Пусан, Південна Корея              | Лідерка, головна реперка, вокалістка     |
| Сольа            | Seola         | 설아           | Кім Хьонджон  | Kim Hyunjung  | 김현정          | 26 грудня 1994 (30 років)   | Сеул, Південна Корея               | Вокалістка                               |
| Бона             | Bona          | 보나           | Кім Джійон    | Kim Jiyeon    | 김지연          | 19 серпня 1995 (29 років)   | Тегу, Південна Корея               | Головна танцюристка, вокалістка, реперка |
| Субін            | Soobin        | 수빈           | Пак Субін     | Park Soobin   | 박수빈          | 14 липня 1996 (29 років)    | Сеул, Південна Корея               | Головна вокалістка                       |
| Луда             | Luda          | 루다           | Лі Луда       | Lee Luda      | 이루다          | 6 лютого 1997 (28 років)    | Сеул, Південна Корея               | Вокалістка, реперка                      |
| Давон            | Dawon         | 다원           | Нам Давон     | Nam Dawon     | 남다원          | 27 травня 1997 (28 років)   | Сеул, Південна Корея               | Головна вокалістка                       |
| Инсо             | Eunseo        | 은서           | Сон Джуйон    | Son Juyeon    | 손주연          | 27 травня 1998 (27 років)   | Інчхон, Південна Корея             | Вокалістка, реперка                      |
| Йорим            | Yeoreum       | 여름           | Лі Йорим      | Lee Yeoreum   | 이여름          | 10 січня 1999 (26 років)    | Сеул, Південна Корея               | Головна танцюристка, вокалістка, реперка |
| Дайон            | Dayoung       | 다영           | Лім Дайон     | Lim Dayoung   | 임다영          | 14 травня 1999 (26 років)   | Чеджу, Південна Корея              | Вокалістка                               |
| Йонджон          | Yeonjung      | 연정           | Ю Йонджон     | Yu Yeonjung   | 유연정          | 3 серпня 1999 (26 років)    | Кванмьон, Кьонгидо, Південна Корея | Головна вокалістка, макне                |
| Колишні учасниці |               |                |               |               |                 |                             |                                    |                                          |
| Сюаньі           | Xuan Yi       | 宣仪           | Ву Сюаньі     | Wu Xuan Yi    | 吴宣仪          | 26 січня 1995 (30 років)    | Хайнань, КНР                       | Танцюристка, вокалістка                  |
| Чен Сяо          | Cheng Xiao    | 程瀟           | Чен Сяо       | Cheng Xiao    | 程瀟            | 15 липня 1998 (27 років)    | Шеньчжень, КНР                     | Головна танцюристка, вокалістка          |
| Мейці            | Mei Qi        | 미기           | Мен Мейці     | Meng Mei Qi   | 孟美岐          | 15 жовтня 1998 (26 років)   | Лоян, КНР                          | Головна танцюристка, вокалістка          |

### Саб-юніти
- Wonder Unit — Чен Сяо, Бона і Дайон
- Joy Unit — Сюаньі, Инсо та Йорим
- Sweet Unit — Сольа, Ексі і Субін
- Natural Unit — Мейці, Луда і Давон
- WJSN Chocome (кор. 우주소녀 쪼꼬미) — Субін, Луда, Йорим і Дайон
- WJSN The Black (кор. 우주소녀 더블랙) — Сольа, Ексі, Бона та Инсо

## Дискографія

### Студійні альбоми
- Happy Moment (2017)

## Фільмографія

### Реаліті-шоу
| Рік  | Назва                                  | Прим.  |
| ---- | -------------------------------------- | ------ |
| 2016 | Would You Like Girls (My Cosmic Diary) | [ 54 ] |
| 2017 | Living Together in Empty Room          | [ 55 ] |
| 2017 | Watch WJSN Show                        | [ 56 ] |
| 2022 | Queendom 2                             | [ 46 ] |
| 2022 | TMT Cosmic Girl                        | [ 57 ] |

## Концерти та тури

### Хедлайнери

#### WJSN 1st Concert «Would You Like— Happy Moment»
| Дата           | Місто | Країна         | Місце проведення              | К.в.  |
| -------------- | ----- | -------------- | ----------------------------- | ----- |
| 19 травня 2017 | Сеул  | Південна Корея | Blue Square Samsung Card Hall | 2,000 |
| 20 травня 2017 | Сеул  | Південна Корея | Blue Square Samsung Card Hall | 2,000 |

#### WJSN Concert «Would You Stay— Secret Box»
| Дата           | Місто | Країна         | Місце проведення         |
| -------------- | ----- | -------------- | ------------------------ |
| 2 березня 2019 | Сеул  | Південна Корея | Blue Square Imarket Hall |
| 3 березня 2019 | Сеул  | Південна Корея | Blue Square Imarket Hall |

#### 2020 WJSN Concert «Obliviate» (скасовані)
| Дата            | Місто | Країна         | Місце проведення              |
| --------------- | ----- | -------------- | ----------------------------- |
| 22 лютого 2020  | Сеул  | Південна Корея | Olympic Hall                  |
| 23 лютого 2020  | Сеул  | Південна Корея | Olympic Hall                  |
| 14 березня 2020 | Осака | Японія         | Cool Japan Park Osaka WW Hall |
| 15 березня 2020 | Осака | Японія         | Cool Japan Park Osaka WW Hall |
| 21 березня 2020 | Токіо | Японія         | Toyosu PIT                    |
| 22 березня 2020 | Токіо | Японія         | Toyosu PIT                    |

#### 2022 WJSN Concert «Wonderland»
| Дата           | Місто | Країна         | Місце проведення / мережа |
| -------------- | ----- | -------------- | ------------------------- |
| 11 червня 2022 | Сеул  | Південна Корея | Olympic Hall              |
| 12 червня 2022 | Сеул  | Південна Корея | Olympic Hall, Beyond LIVE |

### Тури

#### WJSN 1st Mini Live «Would You Like?» 2019 Zepp Tour in Japan
| Дата           | Місто | Країна | Місце проведення   |
| -------------- | ----- | ------ | ------------------ |
| 17 серпня 2019 | Токіо | Японія | Zepp DiverCity     |
| 24 серпня 2019 | Осака | Японія | Zepp Osaka Bayside |
| 25 серпня 2019 | Нагоя | Японія | Zepp Nagoya        |

## Нагороди та номінації
| Нагорода                         | Рік  | Категорія                              | Номінант / Робота | Результат  | Прим.         |
| -------------------------------- | ---- | -------------------------------------- | ----------------- | ---------- | ------------- |
| Asia Artist Awards               | 2016 | Most Popular Artists (Singer) — Top 50 | WJSN              | 48-е місце | [ 60 ]        |
| Asia Artist Awards               | 2016 | Rising Star Award                      | WJSN              | Перемога   | [ 61 ]        |
| Asia Artist Awards               | 2017 | Most Popular Artists (Singer) — Top 50 | WJSN              | Номінація  | [ 62 ]        |
| Asia Artist Awards               | 2018 | New Wave Award                         | WJSN              | Перемога   | [ 63 ]        |
| Asia Artist Awards               | 2021 | Female Idol Group Popularity Award     | WJSN              | Номінація  | [ 64 ]        |
| Asia Artist Awards               | 2021 | Best Emotive Singer Awards             | WJSN              | Перемога   | [ 65 ]        |
| Genie Music Awards               | 2019 | The Top Artist                         | WJSN              | Номінація  | [ 66 ] [ 67 ] |
| Genie Music Awards               | 2019 | The Performing Artist (Female)         | WJSN              | Номінація  | [ 66 ] [ 67 ] |
| Genie Music Awards               | 2019 | Genie Music Popularity Award           | WJSN              | Номінація  | [ 66 ] [ 67 ] |
| Genie Music Awards               | 2019 | Global Popularity Award                | WJSN              | Номінація  | [ 66 ] [ 67 ] |
| Genie Music Awards               | 2019 | M2 Hot Star Award                      | WJSN              | Перемога   | [ 66 ] [ 67 ] |
| Golden Disc Awards               | 2017 | New Artist of the Year                 | WJSN              | Номінація  | [ 68 ]        |
| Golden Disc Awards               | 2017 | Popularity Award                       | WJSN              | Номінація  | [ 68 ]        |
| Golden Disc Awards               | 2017 | Asian Choice Popularity Award          | WJSN              | Номінація  | [ 68 ]        |
| Golden Disc Awards               | 2019 | Disc Bonsang                           | For The Summer    | Номінація  | [ 69 ]        |
| Korean Entertainment Arts Awards | 2017 | New Artist Award                       | WJSN              | Перемога   | [ 70 ]        |
| Melon Music Awards               | 2016 | Best New Artist                        | WJSN              | Номінація  |               |
| Mnet Asian Music Awards          | 2016 | Best New Artist (Female Group)         | WJSN              | Номінація  |               |
| Mnet Asian Music Awards          | 2016 | HotelsCombined Artist of the Year      | WJSN              | Номінація  |               |
| MTV Europe Music Awards          | 2018 | Best Korean Act                        | WJSN              | Номінація  |               |
| Seoul Music Awards               | 2017 | EPK Discovery Award                    | WJSN              | Перемога   |               |
| Seoul Music Awards               | 2017 | New Artist Award                       | WJSN              | Номінація  |               |
| Seoul Music Awards               | 2017 | Bonsang Award                          | WJSN              | Номінація  |               |
| Seoul Music Awards               | 2022 | U+Idol Live Best Artist Award          | WJSN              | Номінація  | [ 71 ]        |
| Seoul Success Awards             | 2016 | Rookie Award                           | WJSN              | Перемога   |               |
| Soribada Best K-Music Awards     | 2017 | Rising Hot Star Award                  | WJSN              | Перемога   | [ 72 ]        |
| Soribada Best K-Music Awards     | 2019 | Popularity Award (Female)              | WJSN              | Номінація  | [ 73 ]        |
| Soribada Best K-Music Awards     | 2019 | New Korean Wave Artist Award           | WJSN              | Перемога   | [ 74 ]        |
| Soribada Best K-Music Awards     | 2020 | New K-wave Music Icon                  | WJSN              | Перемога   |               |
| StarHub Night of Stars           | 2018 | Most Charismatic Performance Award     | WJSN              | Перемога   |               |
| V Live Awards                    | 2019 | Artist Top 10                          | WJSN              | Перемога   | [ 75 ]        |